# مصطفى إسكندراني
مصطفى إسكندراني (17 نوفمبر 1920-17 أكتوبر 2005)، ملحن جزائري وعازف على آلة البيانو، ولد في الجزائر العاصمة.

## حياته
التحق بنادي مولودية الجزائر لكرة القدم عندما بلغ 17 من عمره. قضى وقته في العزف على البيانو داخل مقر النادي، وتلقى دروس وبروفات على أيدي أساتذة مثل محي الدين لكحل، الحاج مريزق وغيرهما. أهتم به عمه حبيب اسكندراني وعلمه الفن والصنعة، وهو الذي علمه العزف على آلتي الكويترة والمندولين، ولكن البيانو كانت الآلة المحببة إليه أكثر من كل الآلات الأخرى، بالرغم من أن البيانو لم يكن مستعملًا كثيراً من طرف الفرق الموسيقية الأندلسية والشعبية آنذاك.

## بداية حياته الفنية
ضمه أحمد سبتي لفرقتة الخاصة في عام 1938، وهي أولى بدايات حياة مصطفى اسكندراني الاحترافية، كما خدم في الاذاعة كعازف على آلة البيانو مصاحب للسكاتشات (التمثيليات القصيرة)، والتي كانت تقدم من طرف رشيد قسنطيني وماري سوزان، بعدها ضمه محيى الدين بشطارزي لكي يصاحب فرقته كعازف على آلة البيانو في جولاته داخل الجزائر وخارجها. 
شغل منصب المايسترو بأوبرا الجزائر إلى غاية عام 1956. 
بدأ بالتدريس بالكونسيرفاتوار في العاصمة وفروعها أيضا بالأبيار والحراش والقبة عام 1966.
نظم مصطفى اسكندراني على رأس خمسين موسيقي جزائري من فرقة الصنعة إحياء أسابيع ثقافية جزائرية للموسيقى الأندلسية بمسرح الإليزيه بباريس عام 1972 .

## وفاته
توفي في 17 أكتوبر عام 2005 ودفن بمقبرة سيدي محمد بالعاصمة الجزائرية.